# Franz Xaver Holzhey
Pour les articles homonymes, voir Holzhey.
Franz Xaver Holzhey (Penzing, 1er juin 1885 - Eisenärzt près de Traunstein, 3 mai 1945) est un officier allemand et Hauptmann pendant la Seconde Guerre mondiale. Il a été exécuté par le Generalleutnant Theodor Tolsdorff pour « lâche reddition » à quelques jours de la fin de la guerre. Cette exécution vaudra à Tolsdorf des procédures judiciaires dans les années 1950, dont il sort acquitté. Cette décision de justice suscite des polémiques en Allemagne de l'Ouest.

## Biographie
Franz Xaver Holzhey est un vétéran de la Première Guerre mondiale, où il reçoit plusieurs décorations.

### Seconde Guerre mondiale
Le 3 mai 1945, quelques jours avant la capitulation sans condition de l'Allemagne, le Hauptmann Franz Xaver Holzhey surveille la mobilisation des troupes, et l'établissement de barricades anti-char devant le village d'Eisenärzt, en Bavière. Préoccupé par le sort des civils blessés soignés dans la maison de retraite locale, Holzhey installe un drapeau de la Croix-Rouge à la périphérie du quartier dont il supervise la défense pour éviter un bombardement des Américains. Pour cela, le capitaine Holzhey est immédiatement amené devant son supérieur, le generalleutnant Tolsdorff, qui le condamne à mort sans autre forme de procès, invoquant une « lâche reddition ». Le peloton d'exécution, immédiatement mis sur pied, refuse d'appliquer l'ordre et tire devant les pieds du capitaine. Le général Tolsdorff lui-même saisit une arme à feu et tue Holzhey, deux heures avant que les troupes américaines n'entrent dans le village que défendait Holzhey, sans combat.

## Controverse concernant Tolsdorff
Dans les années 1950, Tolsdorff est traduit devant  la justice pour l'exécution du Hauptmann Holzhey. Lors d'un premier procès, il est condamné à trois ans et demi de prison. En appel, le Bundesgerichtshof annule le jugement au motif que Tolsdorff s'était conformé au droit pénal militaire alors en vigueur dans l'affaire Holzhey et renvoie la procédure au Landgericht (de) de Traunstein. Lors de ce deuxième procès, Tolsdorff est acquitté le 24 juin 1960. Les poursuites judiciaires et l'acquittement de l'ancien général provoquent des débats en Allemagne de l'Ouest sur la dénazification des tribunaux, ainsi que l'indignation des habitants de Traunstein.
En 1951, Ernst von Salomon intègre le destin du Hauptmann Franz Xaver Holzhey dans son roman le plus célèbre, Der Fragebogen (de).